# Płuczka iłowa
Płuczka iłowa – jeden z typów płuczek wiertniczych, będący wodną zawiesiną iłu. Płuczka bentonitowa jest powszechnie wykorzystywana w budownictwie.